# Joan de Coloma
Joan de Coloma o Mossèn Johan de Coloma (Borja, Regne d'Aragó, 1442 - Saragossa, 1517), de pare empordanès, fou des del 1462, secretari de Joan II d'Aragó,.

## Biografia
Durant la Guerra Civil Catalana lluità a la batalla de Rubinat (1462), al costat de Joan II, que el feu secretari seu (1462-79). Joan de Coloma fou present en la mort de Joan II i recollí les seves últimes paraules abans de morir i les va transmetre al seu fill Ferran usant l'expressió popular «morí com un poll» entre les set i vuit hores de la matinada del 19 de gener de 1479.
Intervingué en les Capitulacions de Santa Fe de 1492 que redactà i signà en nom dels monarques, fet que permeté la realització del primer viatge de Cristòfor Colom. Afavorí la creació del Tribunal del Sant Ofici (Inquisició) i va donar el seu suport perquè aquesta entrés al Principat de Catalunya. Fou partidari de l'expulsió dels jueus.
En la segona meitat de 1492 dirigí les negociacions diplomàtiques amb França per la devolució dels comtats de Rosselló i Cerdanya, que acabaren amb la signatura del Tractat de Barcelona de gener de 1493. En els mesos següents s'encarrega de fer-lo efectiu. El mes de maig de 1493 es produí un incident a Pont de Molins en el qual Coloma fou pres per francesos, però els seus soldats van preparar un atac ràpidament i aconseguiren alliberar-lo. En el combat morir Baltasar de Tremps, al qual Coloma rendí homenatge en el seu testament.

## Matrimonis
Es va casar dues vegades, la primera el 1479 amb Isabel Díaz de Aux filla de Martín Díaz de Aux amb qui no tingué fills. La segona fou el 1493 amb María Pérez Calvillo, filla dels senyors de Malón i Bisimbre. Tingueren un únic fill, Joan Francesc Coloma, que fou l'hereu universal de la fortuna dels seus pares. A més, Joan de Coloma tingué dos fills extramatrimonials: Joan Pere de Coloma i Maria de Coloma, que ingressà en un convent.

## Títols nobiliaris
Les seves possessions territorials eren dins el Regne d'Aragó, com la baronia d'Alfajarín, que el 1486 adquirí a Miguel Gilbert i que acabaria venent als Espés, el 1497. En el 1495, fou nomenat senyor d'Elda, després el 1512 Ferran li concedeix el títol de comte Salines. També fou senyor de Petrer. Un net seu, anomenat Joan Coloma i Cardona, fou un noble poderós a la València del segle xvi, i també fou virrei de Sardenya. El succeí en els seus feus el seu fill Joan Francesc Coloma.

## Mort
Al final de la seva vida, Joan de Coloma es retirà a la seva vila natal de Borja (Aragó). En el seu testament del 7 d'agost de 1517, estipulà ser enterrat en una capella del monestir de Nostra Senyora de Jerusalem, que ell mateix havia fundat.